# Tropic
Tropic es un pueblo ubicado en el condado de Garfield en el estado estadounidense de Utah. En el año 2000 tenía una población de 508 habitantes y una densidad poblacional de 23,5 personas por km². 

## Demografía
Según la Oficina del Censo en 2000, habían 508 personas y 132 familias residentes en el lugar, 96,4% de los cuales eran personas de raza blanca.
Según la Oficina del Censo en 2000 los ingresos medios por hogar en la localidad eran de $42,500, y los ingresos medios por familia eran $44,125. Los hombres tenían unos ingresos medios de $32,500 frente a los $22,222 para las mujeres. La renta per cápita para la localidad era de $13,896. Alrededor del 2% de la población estaban por debajo del umbral de pobreza.